# Aghadżari (Azerbejdżan Zachodni)
Aghadżari – wieś w Iranie, w ostanie Azerbejdżan Zachodni, w szahrestanie Szahin Deż. W 2006 roku liczyła 494 mieszkańców.